# Nikola Vlašić
Nikola Vlašić, hrvaški nogometaš * 4. oktober 1997, Split, Hrvaška.
Trenutno igra kot napadalec za italijanski klub Torino in hrvaško reprezentanco.
Rodil se je v znani hrvaški športni družini Vlašić. Kot starejši prvenec je tekmoval poleti 2014, kasneje istega leta pa je nastopil kot nogometaš na seznamu The Guardian's Next Generation. Leta 2017 so mu nastopi prinesli selitev v Everton; po neuspešni sezoni pa je bil premeščen v moskovski klub CSKA, ki je potezo po koncu sezone naredil za stalno.
Vlašić je prvič nastopil leta 2017, preden je postal redni mednarodni reprezentant po hrvaški kampanji za svetovno prvenstvo 2018, ki je nastopila tudi na UEFA Euro 2020.